# 三亚乙基四胺
三亚乙基四胺（TETA、trien），医疗用途上也称为曲恩汀（INN：trientine），是一种化学式为[CH2NHCH2CH2NH2]2的有机化合物。纯游离基是一种无色油状液体，但与许多胺类一样，由于空气氧化产生的杂质，旧样品会呈现淡黄色，可溶于极性溶剂。TETA的商业样品中还可能含有支链异构体三(2-氨基乙基)胺和哌嗪衍生物。盐酸盐在医学上可用于治疗铜中毒。

## 用途

### 环氧树脂
TETA的反应性和用途与相关的多胺乙二胺和二亚乙基三胺相似。它主要用作环氧树脂固化过程中的交联剂（“固化剂”）。TETA和其他脂肪胺一样，由于其分子的线性性质使其具有旋转和扭曲能力，因此位阻效应较小，因此与芳香胺相比，TETA的反应速度更快，温度更低。

### 医疗用途
TETA的盐酸盐，即盐酸曲恩汀，是一种螯合剂，用于结合和清除体内的铜，以治疗威尔逊氏病，尤其是对青霉胺不耐受的患者。有些人建议将曲恩汀作为一线治疗药物，但使用青霉胺的经验更为丰富。
盐酸曲恩汀（商标名 Syprine）于1985年11月在美国获准用于医疗用途。
四盐酸曲恩汀（品牌名 Cuprior）于2017年9月在欧盟获准用于医疗用途，适用于治疗对D-青霉胺疗法不耐受的成人、青少年和5岁或以上儿童的威尔森氏病。
盐酸曲恩汀（品牌名 Cufence）于2019年7月在欧盟获准用于医疗用途。它适用于治疗对D-青霉胺疗法不耐受的成人、青少年和5岁或以上儿童的威尔森氏病。
最常见的副作用包括恶心（尤其是在开始治疗时）、皮疹、十二指肠炎（十二指肠发炎，即肠道通向胃外的部分）和严重結腸炎（大肠发炎，导致疼痛和腹瀉）。

## 社会与文化

### 争议
在美国，Valeant Pharmaceuticals International 公司将其Syprine牌的TETA价格从5年内每100片625美元提高到21267美元。纽约时报称，这一“令人震惊 ”的提价引起了公众的愤怒。Teva 制药公司开发了一种仿制药，患者和医生都期望这种仿制药会更便宜，但在2018年2月推出时，Teva 的价格为100片18375美元。哈佛大学医学院研究药品定价的亚伦-凯瑟海姆（Aaron Kesselheim）说，药企按照他们认为的市场承受能力定价。

## 制备
TETA是通过在氧化物催化剂上加热乙二胺或乙醇胺/氨混合物来制备的。该过程会产生多种胺，尤其是乙烯胺，它们通过蒸馏和升华分离。 
TETA的市售品纯度通常只有60%，其杂质为直链和环状的胺，如三(2-氨乙基)胺、1,4-二(2-氨乙基)哌嗪和N-[2-(1-哌嗪基)乙基]-1,2-乙二胺。

## 配位化学
TETA是配位化学中的四齿配体，被称为三烯。M(trien)L2类型的八面体配合物可以采用几种非对映异构体结构。